# Falsistrellus mordax
Falsistrellus mordax är en fladdermusart som först beskrevs av Peters 1866.  Falsistrellus mordax ingår i släktet Falsistrellus och familjen läderlappar. Inga underarter finns listade i Catalogue of Life.
Denna fladdermus förekommer på Java och på mindre öar i samma region. Populationer i andra utbredningsområden som felaktig tillskrivits arten tillhör Falsistrellus affinis. Inget är känt om levnadssättet.